# Млодзєєвиці
Млодзєєвиці (пол. Młodziejewice) — село в Польщі, у гміні Стшалково Слупецького повіту Великопольського воєводства.
Населення — 272 особи (2011).

## Демографія
Демографічна структура станом на 31 березня 2011 року:
|          | Загалом | Допрацездатний вік | Працездатний вік | Постпрацездатний вік |
| -------- | ------- | ------------------ | ---------------- | -------------------- |
| Чоловіки | 140     | 37                 | 90               | 13                   |
| Жінки    | 132     | 37                 | 70               | 25                   |
| Разом    | 272     | 74                 | 160              | 38                   |